# Skoutári
Skoutári (en grec moderne : Σκουτάρι) est un village du  dème du Magne-Oriental, dans le district régional de Laconie, en Grèce

## Geographie
Le village de Skoutári est situé sur une colline au bord de la baie de Skoutári. 
Le mont Arabikias, (grec moderne : Αραβίκιας), (763 m d'altitude) isole le village de la partie sud du Magne.

## Monuments
L'église Aghia Varvara en bord de plage est une église byzantine du XIIIe siècle.